# Vale of Glamorgan
Vale of Glamorgan (wal. Bro (lub Dyffryn) Morgannwg) – hrabstwo miejskie w południowej Walii. Od północy graniczy z miastem Cardiff i hrabstwami miejskimi Rhondda Cynon Taf i Bridgend.

## Miejscowości
Na terenie hrabstwa znajdują się następujące miejscowości (w nawiasach liczba ludności w 2011):

- Barry (54 673)
- Penarth (27 226)
- Llantwit Major (8427)
- Dinas Powys (7490)
- Rhoose (6160)
- St Athan (5554)
- Cowbridge (3804)
- Wenvoe (1155)
- Ogmore-by-Sea (878)
- Ewenny (768)
- St Brides Major (741)
- Wick (698)
- St Donat′s (555)
- St Nicholas (417)
- Llanmaes (403)
- Bonvilston (392)